# Воспоминания о будущем (фильм, 2014)
«Воспоминания о будущем» (англ. Testament of Youth) — британский кинофильм режиссёра Джеймса Кента, вышедший на экраны в 2014 году. Сценарий фильма основан на мемуарах Веры Бриттен «Заветы юности». Премьера фильма состоялась в октябре 2014 года на Лондонском кинофестивале.

## Сюжет
В 1914 году юная Вера Бриттен, мечтающая стать писательницей, поступает в Оксфордский Сомервиль-колледж. Когда начинается Первая мировая война, её брата Эдварда Бриттена, жениха Роланда Лейтона, а также их друзей Виктора и Джеффри посылают на фронт. Бриттен, не желая оставаться в стороне, добровольно отправляется в качестве медсестры ухаживать за раненными британскими и немецкими солдатами.
Друзья по-прежнему считают войну захватывающей, но Роланд рассказывает Вере о своих травматических фронтовых переживаниях. Он предлагает Вере пожениться во время его следующего отпуска домой. Роланд возвращается во Францию, теперь с Эдвардом. В конце 1915 года приходит письмо о том, что Роланду предоставлен отпуск. Пока Вера ждет его прибытия во время рождественских каникул, ей звонит мать жениха и говорит, что его убили.
Семье Роланда сообщают, что он умер «смело и безболезненно». После того, как Вера требует правды, Джордж Кэтлин, который видел раненого Ролана в Лувенкурте, признаёт, что Роланд умер после огнестрельного ранения в живот от мучительной боли.
В 1917 году Вера просит о переезде во Францию, чтобы быть ближе к Эдварду, но её первое назначение — лечить раненых немцев. Она видит своими глазами, что они страдают и умирают точно так же, как и английские солдаты. Вера находит Эдварда среди умирающих и помогает спасти ему жизнь. После его выздоровления она радуется, что его перевели на безопасный итальянский фронт. Эдвард настаивает на том, чтобы Вера вернулась в Оксфорд после войны.
Вера возвращается домой после нервного срыва. Она видит доставленную телеграмму и узнает, что Эдвард умер. Со смертью Джеффри Терлоу, одного из друзей Эдварда, Вера потеряла в войне четырёх самых близких ей людей.
Вернувшись в Оксфорд, она видит во сне кошмары о смерти Роланда и Эдварда. Винифред Холтби, ещё один студент колледжа, помогает Вере справиться с её травмой.
Она посещает публичное собрание, на котором спикеры обсуждают, как наказать Германию за войну. Большая часть аудитории выступает против Джорджа Кейтлина, который предупреждает, что философия «око за око» может привести к новой войне. Вера признает свою вину за то, что убедила своего отца позволить Эдварду служить в армии, и рассказывает о том, как она держала руку умирающего немецкого солдата, который ничем не отличался от её брата и жениха. Она говорит, что их смерть имеет значение «только если мы встанем сейчас и скажем „Нет“ войне и мести».
Теперь пацифистка, Вера обещает своим почившим близким, что не забудет их.

## В ролях
- Алисия Викандер — Вера Бриттен
- Кит Харингтон — Роланд Лейтон
- Тэрон Эджертон — Эдвард Бриттен
- Колин Морган — Виктор Ричардсон
- Эмили Уотсон — миссис Бриттен
- Доминик Уэст — мистер Бриттен
- Хейли Этвелл — Хоуп
- Миранда Ричардсон — мисс Лоример
- Александра Роуч — Уинифред Холтби
- Анна Чэнселлор — миссис Лейтон
- Джоанна Сканлан — тётушка Белль
- Джонатан Бейли — Джеффри Терлоу
- Шарлотта Хоуп — Бетти

## Восприятие
Фильм получил положительные отзывы кинокритиков. На сайте Rotten Tomatoes фильм имеет рейтинг 84 % на основе 122 рецензий критиков, со средней оценкой 7 из 10. Лента номинировалась на премию британского независимого кино в категории «лучшая актриса» (Алисия Викандер) и на премию Лондонского кружка кинокритиков в категории «прорыв британского кинематографиста» (Джеймс Кент).